# Ted Whiteaway
Ted Whiteaway (1928. november 1. – 1995. október 18.) brit autóversenyző.

## Pályafutása
1955-ben részt vett a Formula–1-es világbajnokság monacói versenyén. Whiteaway a kvalifikáción már nem jutott túl, így nem rajtolhatott el a futamon.
1954 és 1955 között több, a világbajnokság keretein kívül rendezett Formula–1-es viadalon is részt vett.
1959-ben John Turner társaként rajthoz állt a Le Mans-i 24 órás versenyen. Kettősük abszolút hetedikként, és a GT 2.0-es kategória győzteseként ért célba.

## Eredményei

### Teljes Formula–1-es eredménylistája
(Táblázat értelmezése)

(Félkövér: pole-pozícióból indult; dőlt: leggyorsabb kört futott) 

| Év   | Csapat        | Modell | Motor           | 1   | 2      | 3   | 4   | 5   | 6   | 7   | Helyezés | Pont |
| ---- | ------------- | ------ | --------------- | --- | ------ | --- | --- | --- | --- | --- | -------- | ---- |
| 1955 | E N Whiteaway | HWM 54 | Alta Straight-4 | ARG | MON Nk | 500 | BEL | NED | GBR | ITA | -        | 0    |

### Le Mans-i 24 órás autóverseny
| Év   | Csapat           | Autó   | Csapattárs  | Helyezés |
| ---- | ---------------- | ------ | ----------- | -------- |
| 1959 | Rudd Racing Ltd. | AC Ace | John Turner | 7.       |

## Külső hivatkozások
- Profilja a statsf1.com honlapon (angolul)